# Premio Karl Malone

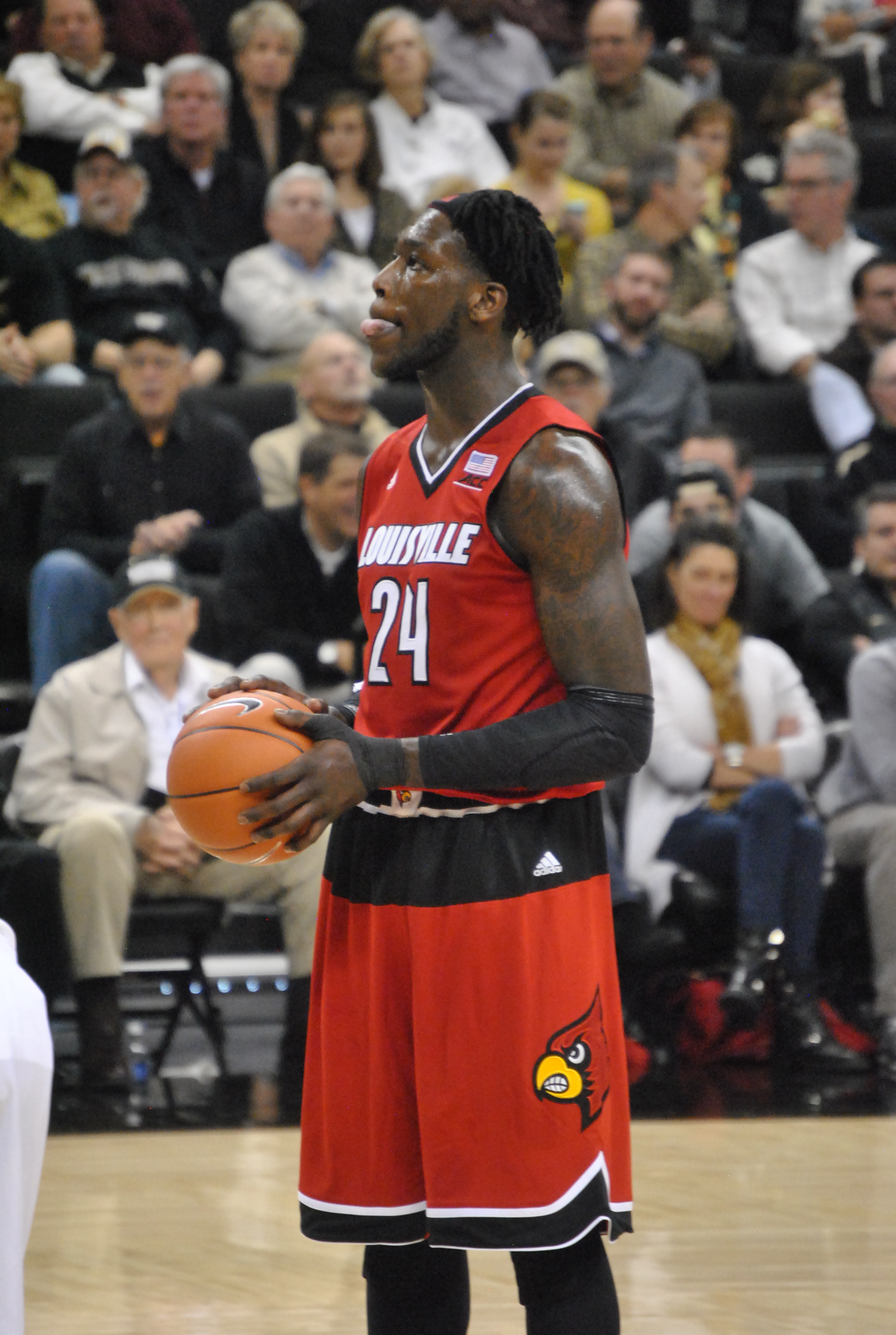
Montrezl Harrell, el primer ganador.

El Karl Malone Power Forward of the Year Award, en español, Premio Karl Malone al Mejor Ala-Pívot del Año, es un galardón concedido anualmente por el Naismith Memorial Basketball Hall of Fame al mejor ala-pívot de la División I de la NCAA. Tras el éxito del Premio Bob Cousy, que se otorga al mejor base de la temporada, este es uno de los cuatro nuevos premios creados en 2015, junto al Premio Jerry West, Premio Kareem Abdul-Jabbar y Premio Julius Erving.
Su nombre hace referencia y homenajea al 14 veces All-Star de la NBA y 11 veces elegido en el Mejor Quinteto de la NBA, Karl Malone. El primer ganador fue Montrezl Harrell.

## Ganadores
|             | Galardonado con un premio nacional de Jugador del Año: el Naismith College Player of the Year o el John R. Wooden Award |
| Jugador (X) | Denota el número de veces que el jugador ha conseguido el Premio Kareem Abdul-Jabbar                                    |

| Temporada | Jugador              | Universidad     | Clase     | Referencia |
| --------- | -------------------- | --------------- | --------- | ---------- |
| 2014–15   | Montrezl Harrell     | Louisville      | Junior    | [ 3 ]      |
| 2015–16   | Georges Niang        | Iowa State      | Senior    | [ 4 ]      |
| 2016–17   | Johnathan Motley     | Baylor          | Junior    | [ 5 ]      |
| 2017–18   | Deandre Ayton        | Arizona         | Freshman  | [ 6 ]      |
| 2018–19   | Zion Williamson      | Duke            | Freshman  | [ 7 ]      |
| 2019–20   | Obi Toppin           | Dayton          | Sophomore | [ 8 ]      |
| 2020–21   | Drew Timme           | Gonzaga         | Sophomore | [ 9 ]      |
| 2021–22   | Keegan Murray        | Iowa            | Sophomore | [ 10 ]     |
| 2022–23   | Trayce Jackson-Davis | Indiana         | Senior    | [ 11 ]     |
| 2023–24   | Jaedon LeDee         | San Diego State | Graduado  | [ 12 ]     |
| 2024–25   | Johni Broome         | Auburn          | Graduado  | [ 13 ]     |

## Ganadores por universidad
| Universidad     | Premios | Años |
| --------------- | ------- | ---- |
| Gonzaga         | 1       | 2021 |
| Auburn          | 1       | 2025 |
| Dayton          | 1       | 2020 |
| Duke            | 1       | 2019 |
| Arizona         | 1       | 2018 |
| Baylor          | 1       | 2017 |
| Indiana         | 1       | 2023 |
| Iowa            | 1       | 2022 |
| Iowa State      | 1       | 2016 |
| Louisville      | 1       | 2015 |
| San Diego State | 1       | 2024 |